# (146) Lucina
(146) Lucina es un asteroide perteneciente al cinturón de asteroides descubierto por Alphonse Louis Nicolas Borrelly desde el observatorio de Marsella, Francia, el 8 de junio de 1875.
Está nombrado por Lucina, una diosa de la mitología romana.

## Características orbitales
Lucina orbita a una distancia media del Sol de 2,719 ua, pudiendo acercarse hasta 2,538 ua. Tiene una inclinación orbital de 13,09° y una excentricidad de 0,06637. Emplea 1637 días en completar una órbita alrededor del Sol.